# Ганс Ерні
Ганс Ерні (нім. Hans Erni; 21 лютого 1909, Люцерн, Швейцарія — 21 березня 2015) — живописець та графік зі Швейцарії. Уславився стінописами та кольоровими літографіями, картонами для гобеленів, керамічними творами.

## Походження
Народився в місті Люцерн у родині машиніста пароплавів. Початкову освіту здобув у школі й готувався стати землеміром. Але відкинув попередній намір заради креслень на будівельному підприємстві.

## Художнє навчання
У 1927—1928 рр. навчався в училищі декоративно-ужиткових мистецтв міста Люцерн. У 1928-29 рр. жив у Парижі. Почав навчатися в академії Жуліана, та покинув її. Розбурханий Париж того часу вважали «столицею мистецтв». Це було місто народження так званої «паризької школи», куди віднесли художників-представників різних країн, від Японії до Польщі, що працювали на той час в столиці Франції.
Ерні покинув Париж і виїхав до Берліна, де навчався в Державному училищі вільних та ужиткових мистецтв. Але Німеччина стояла на порозі нацизму, тому він покинув Берлін, де зіткнувся з незрозумілими йому політичними проблемами, далекими від мистецтв.
Ерні повернувся до Люцерна і часто приїздив до Парижа, де втягнувся у вир мистецького життя. Вивчав твори старих майстрів і вчився на творах і знахідках майстрів йому сучасних, таких не схожих на роботи попередників XVI—XVIII століть.

## Перші твори, перші виставки
Зафіксована участь Ерні у виставках з 1933 року. Великий вплив на майстра з Швейцарії справили і творчість Пікассо, Жоржа Брака, витвори абстракціоністів, пізніше сюрреалістів. Мало свої наслідки і те, що Ганс захоплювався технічним кресленням, машинами та механізмами взагалі. Ерні теж пробував розкладати форми як Пікассо чи включати в свої твори технічні схеми, геометричні фігури тощо. То був час експериментів і пошуків свого стилю («Технічна функція», 1936, «Емансипація», 1938). Експерименти з формами та фарбами взагалі стануть притаманними творчому шляху майстра на все життя.
До цього періоду належать і спроби стінописів («Художник-творець», 1933, стінопис в спортивному клубі міста Люцерн).

## Впливи сюрреалізму
У сюрреалізмі взагалі важко віднайти оптимістичні твори. Адже це перенесення снів людини й надуяви, надреальності на картину чи в графіку. Відомо, що сни людини переважно сумні чи тривожні.
Звичайно, на молодого Ерні мали свій вплив твори Сальвадора Далі та Іва Тангі. Але Ерні і в сюрреалістичних творах не відмовляється від значущих і навіть філософських тем («П'ятикутник» 1939, «Аркуш із щоденника урбаніста», 1941). В «Аркуші урбаніста» він пише автопортрет як анатомічний малюнок і поряд подає рослину з ботанічною точністю.

## Друга світова війна
Ерні був на війні водієм та художником камуфляжу. Але не покидає творчості. Розчарованість у людському суспільстві привела його до пейзажів. Він малює суворі, величні Альпи, але без людей і слідів їх перебування тут. Переважали пустельність і тривожність.
До цього періоду належать плакати Ерні, ілюстрації до книжок. 1945  р. він отримав замовлення на стінопис Павільйону машин Базельської промислової виставки (темпера на стіні). Велику площу в розписі займала схема турбіни. Поряд лави людей, мати з немовлям, і все це — у протидію машині, у протидію машинізації, дегуманізації реального життя, таких помітних у реальності XX століття.
Серед книжкових ілюстрацій слід відзначити твори до збірки Гульельмо Каневашині «Людська праця впродовж століть» (1943).

## Людська праця впродовж століть
Перемога над фашизмом у 2-й світовій війні відродила віру багатьох інтелектуалів у людину. Здавалось, що з війнами взагалі покінчено. Оптимізм захопив і Ганса Ерні.
Тема праці людини, праці впродовж століть так захопила майстра, що стане головною в творах майстра на сто років його життя. Праця впродовж століть — це тема як уславленої фрески Ерні «Стіна віри в людину» (7 на 27 м, 1954, музей етнографії в м. Невшатель), так і літографій останніх десятиліть життя.

## Декоративно-ужиткові твори

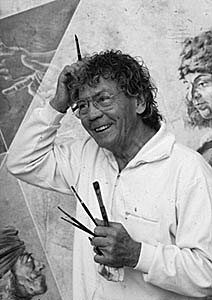
Ганс Ерні у 1967 році.

Двадцяте століття — окрім експериментів у мистецтві — звернулося до призабутих технік та призабутих витворів мистецтва. У Франції відродили створення гобеленів. Майстер Жан Люрса (1892—1966) відновив виробництво гобеленів і дав перші зразки картонів для них. Поява гобеленів на виставках стала сенсацією, твори Жана Люрса стали взірцями (гобелен «Свобода», 1948 з віршем Поля Елюара, гобелен «Рекрут ста селищ» та інші).
Свої картони до гобеленів створив і Ганс Ерні. Він розширив тематику гобеленів і додав як нові теми, так і нові засоби виразності образів. Картон «Мотузка Аріадни (Лабіринт Мінотавра)» на сюжет давньогрецького міфу, стала досягненням Ерні в цій сфері мистецтва.
Майстер пробував себе і у виробництві художньої кераміки, в медальєрному мистецтві.

## Кольорова літографія
Ганс Ерні — відомий у світі майстер кольорової літографії. Він створив декілька графічних циклів, об'єднаних темами «людина і творчість», «людина і тварини», «людська любов», «краса жінки», «молодість», «тварини».
Техніку кольорової літографії Ганс Ерні використовував і для ілюстрації книжок («Малювальник», обкладинка до монографії Чарльза Рознера «Графічні твори Ганса Ерні», 1957).
Не полишав експериментів Ерні і в техніці чорно-білої літографії. Його аркуш на давньогрецьку тему «Вакх на винограднику» (біла фарба на чорному тлі, 1955) став всесвітньо відомим твором. Митець грав з перевертанням технології — малюнок був створений білою фарбою на чорному папері, тоді як у традиційній гравюрі чи офорті — малюнок, зображення створюють чорними або темними лініями на білому тлі.

## Митець-довгожитель і родина
Ганс Ерні походить з родини довгожителів. В батьківській родині було 7 дітей (3 брати і 4 сестер). Старша сестра Ерні в січні 2009 року встигла відсвяткувати свої 102 роки. В лютому 2009 року Ганс Ерні відсвяткував свої сто років.
Ганс був одружений двічі. Перша дружина померла у 1948 р. Від першого шлюбу є дочка Сімоне Ерні. Через рік у 1949 р. Ганс узяв шлюб з секретаркою Дорис Кесслер. Подружжя мало двоє доньок і сина. Одна з доньок померла в семирічному віці від лейкемії.

## Двадцятирічне ігнорування майстра

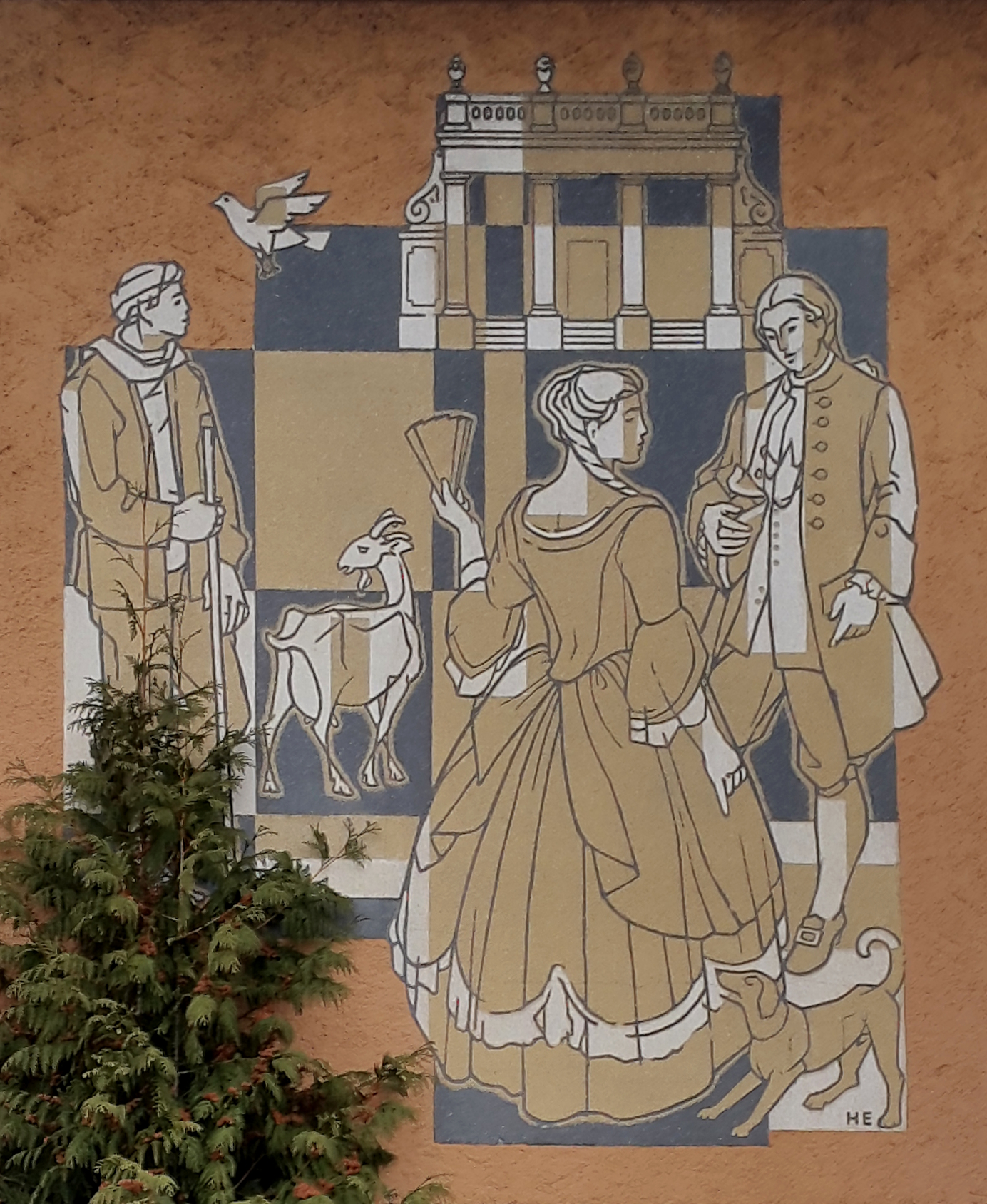
Стінопис роботи Гана Ерні.

Ганс Ерні не належав до комуністичної партії чи до партії лівого спрямування, але його прихильність була саме до них. Так, фреска «Все тече, все змінюється», що мала декілька портретних образів минулого, куди художник включив і портрет Карла Маркса, як своєрідний орієнтир. Саме Ганс Ерні створив плакат на честь культурних зв'язків Швейцарії та СРСР, слід визнати — доволі слабких.
Художник позбувся прихильності до лівих ідей після введення радянських військ в Угорщину і придушення там антирадянського повстання 1956 року. Але про симпатію художника до комуністів не забули й існувала політична заборона на популяризацію його творів в західних державах. Вона існувала й у нейтральній Швейцарії майже двадцять років, навіть за підрахунками західних аналітиків. Твори Ганса Ерні (на відміну від закордонних музейних установ) довго не купували державні музеї на його батьківщині.

## Музей Ганса Ерні
Ситуація з замовчуванням митця змінилася поволі через міжнародне визнання Ганса Ерні. Лише у вересні 1979 р. музей транспорту в місті Люцерн виділив експозиційні площі, де був створений Музей Ганса Ерні. До закладу передали:
- авторську кераміку
- графічні твори в різних техніках (друк, малюнок)
- медальєрне мистецтво Ерні
- картони для гобеленів тощо.

Художник-монументаліст створив у музеї черговий стінопис на тему латинського вислову Panta Rhei («Все тече, все змінюється»), площа якого — 30 м². У творчому доробку майстра також:
- декілька стінописів
- ескізи поштових марок («250 років Князівству Ліхтенштейн» 1969 р., "Саппоро 1972 (зимові Олімпійські ігри ", «Літні Олімпійські ігри 1972 Мюнхен»)
- поштові штемпелі для ООН та Швейцарії з портретами діячів мистецтва чи наук, серед яких Альберт Ейнштейн, Пауль Клее, Томас Манн, Герман Гессе, Ле Корбюзьє, Райнер Марія Рільке та ін.
- картони для гобеленів
- ілюстрації до книжок
- графіка в різноманітних її техніках тощо.

## Джерела

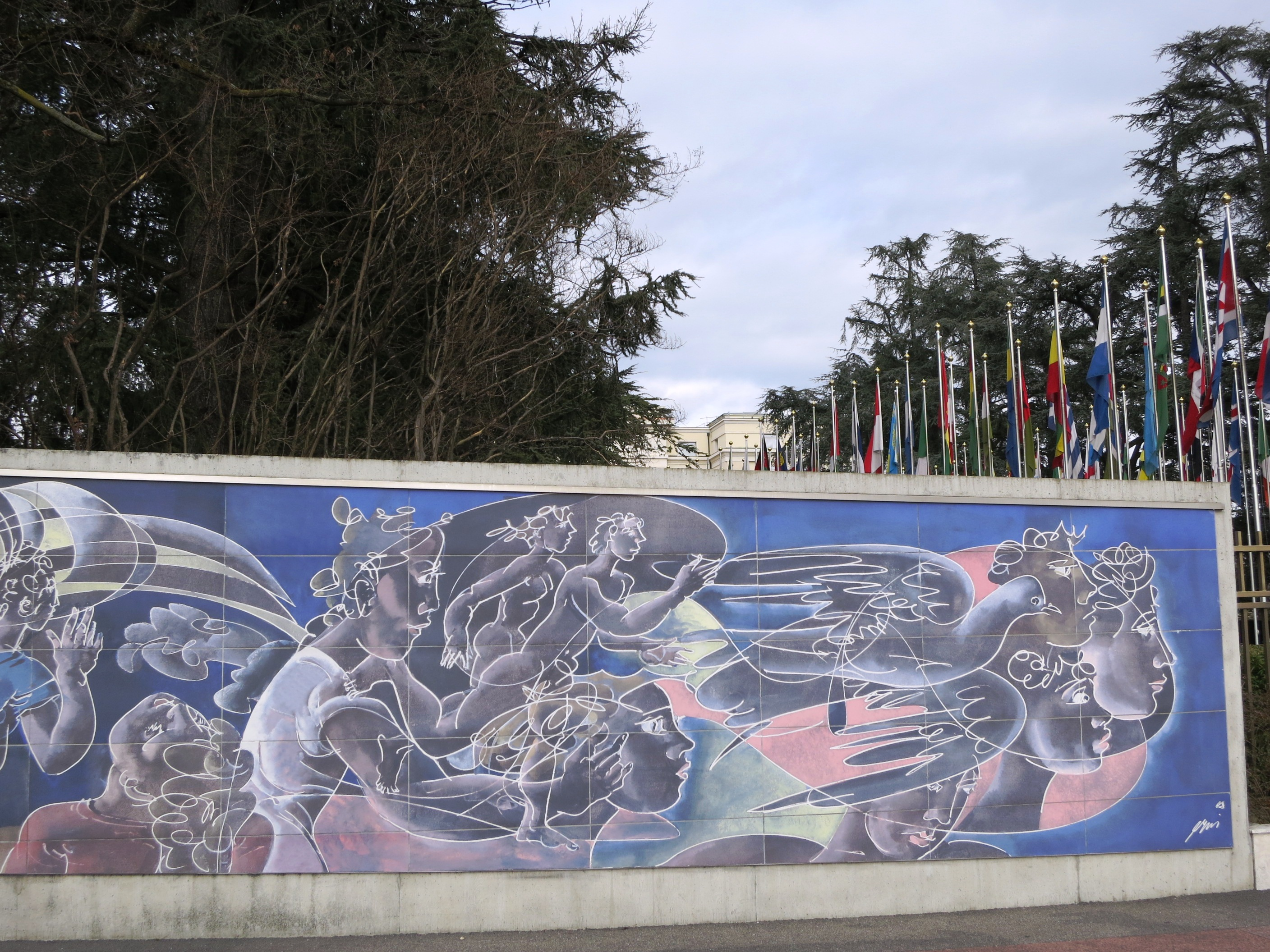
Ганс Ерні. Стінопис біля Палацу Націй (фрагмент), Женева, Швейцарія.